# Трофимук Андрій Олексійович
Андрій Олексійович Трофимук (біл. Андрэй Аляксеевіч Трафімук; нар. 16 серпня 1911, Хветкович — пом. 24 березня 1999, Новосибірськ) — радянський і російський геолог-нафтовик, доктор геолого-мінералогічних наук з 1949 року, професор з 1969 року; дійсний член Академії наук СРСР з 1958 року (член-кореспондент з 1953 року).

## Біографія
Народився 3 [16] серпня 1911 року в селі Хветковичах Кобринського повіту Гродненської губернії Російської імперії (нині село Федьковичі Жибинківського району Берестейської області Білорусі) в білоруській селянській сім'ї. З початком Першої світової війни сім'я евакуювалася до Нижньоудинська. У дитинстві змінив ще кілька міст проживання. 1927 року закінчив семирічну школу у місті Славгороді (нині в Алтайському краї), 1929 року — середню школу в місті Казані.
Упродовж 1929—1933 років навчався на геолого-ґрунтовому факультеті Казанського державного університету. Одночасно з 1930 року працював начальником науково-дослідної партії, яка займалася вивченням залізняку і бокситів Уралу. По закінченню навчання заочно навчався в аспірантурі Казанського університету, з 1933 року працював технічним керівником Татарського геологічного бюро Московського геологорозвідувального тресту Народного комісаріату важкої промисловості СРСР. З 1934 року — старший геолог, а з 1937 року — науковий керівник Центральної науково-дослідної лабораторії тресту «Східнафта» в Уфі. 1938 року захистив кандидатську дисертацію на тему «Нафтоносні вапняки Ішимбаєвого».
З 1940 року — головний геолог тресту «Ішимбайнафта». Член ВКП(б) з 1941 року. Упродовж 1942—1950 років — головний геолог тресту «Башнафта». В роки німецько-радянської війни відкрив на Уралі кілька нових родовищ нафти, видубуток з яких забеспечив постачання пального Червоній армії та тиловим промисловим підприємствам СРСР. За це у 1944 році йому було присвоєне звання Героя Соціалістичної Праці. У подальшому відкрив ще кілька родовищ нафти.
Протягом 1950—1953 років працював на посаді головного геолога Головнафторозвідки Міністерства нафтової промисловості СРСР. З 1953 року — заступник директора, в 1955—1957 роках — директор Всесоюзного нафтогазового науково-дослідного інституту в Москві. У 1953—1954 роках за проханням уряду Китайської Народної Республіки очолював велику наукову експедицію до Китаю, де провів великий комплекс наукових робіт та виявив промисловий нафтовий район.

### У Новосибірську
1957 року організував і до 1988 року очолював Інститут геології та геофізики Сибірського відділення АН СРСР в Новосибірську. З 1958 року — заступник, з 1961 по 1988 рік — перший заступник Голови Сибірського відділення Академії наук СРСР. Був членом Президії АН СРСР упродовж 1961–1988 років та у 1973—1988 роках головою Наукової ради Сибірського відділення АН СРСР із проблем Байкалу. Одночасно протягом 1960—1988 років був головним редактором журналу «Геологія і геофізика» АН СРСР. Був членом редколегій низки інших наукових геологічних журналів та «Гірничої енциклопедії». У 1962—1973 роках — професор та завідувач кафедри корисних копалин геолого-геофізичного факультету Новосибірського державного університету. Протягом 1963—1990 років обирався депутатом Верховної Ради РРФСР 6-10 скликань; у 1967—1972 роках — депутатом Новосибірської обласної Ради депутатів трудящих. У 1963—1986 роках був членом бюро Новосибірського обласного комітету КПРС.
З 1988 по 1999 рік — радник Президії Академії наук СРСР та почесний директор Інституту геології та геофізики Сибірського відділення АН СРСР. Жив у Новосибірську. Помер 24 березня 1999 року. Похований на Південному (Чербузинському) цвинтарі Новосибірська.

## Наукова діяльність
Працював у галузі генези вуглеводнів, прогнозу нафтогазоносності, нафтових та газових родовищ. Розробив об'ємно-генетичний метод оцінки прогнозних ресурсів нафти та газу. Одним із перших застосував математичні методи досліджень у геології.
Працюючи у Новосибірську, обґрунтував методику пошуків родовищ нафти та газу стосовно умов Сибіру та Далекого Сходу. У 1960 році вперше у світі науково обґрунтував наявність нафти в породах докембрійського періоду, за його участі у 1980-х роках це відкриття підтверджено практикою — нафта в таких породах знайдена у Східному Сибіру. У 1969 році став співавтором відкриття та обґрунтування великих покладів газу у твердому (газогідратному) стані. За його роки роботи було відкрито три нафтогазоносні провінції, десятки родовищ нафти і газу (зокрема найбільші Самотлорське, Федорівське, Правдинське).
Основні праці з пошуків та розвідки нафтових та газових родовищ. Серед робіт:
- Нафтоносність палеозою Башкирії, Москва — Ленінград, 1950 (рос.);
- Урало-Поволжжя — нова нафтова база СРСР. (Історія відкриття, стан, перспективи), Москва, 1057 (рос.);
- Газові ресурси СРСР, Москва, 1959 (у співавторстві) (рос.);
- Нафтогазоносність Сибірської платформи // «Геологія і геофізика», I960 № 7 (рос.);
- Міграція розсіяних бітумоїдів, Новосибірськ, 1971 (у співавторстві з Владиславом Вишемирським та Олексієм Конторовичем) (рос.);
- Геологія нафти та газу Західного Сибіру, Москва, 1975 (у співавторстві з Олексієм Конторовичем, Іваном Нестеровим, Фарманом Салмановим, Раулем Ерв'є);
- Методологічні питання геології нафти та газу. Новосибірськ, 1983 (у співавторстві з Юрієм Карогодіним і Едуардом Мовшовичем) (рос.);
- Органічна геохімія палеозойських відкладень півдня Західно-Сибірської плити. Новосибірськ, 1984 (у співавторстві) (рос.).

## Відзнаки
- Герой Соціалістичної Праці з врученням ордена Леніна (№ 17 446) та золотої медалі «Серп і Молот» (№ 189) (за визначні заслуги у справі збільшення видобутку нафти, вироблення нафтопродуктів, розвитку нових нафтових родовищ та буріння нафтових свердловин; Указ Президії Верховної Ради СРСР від 24 січня 1944 року);
- нагороджений ще п'ятьма орденами Леніна (8 травня 1948, 29 квітня 1967, 17 вересня 1975, 14 серпня 1981, 20 серпня 1986), орденом Жовтневої Революції (12 серпня 1971), двома орденами Трудового Червоного Прапора (19 березня 1959, 16 серпня 1961), медалями СРСР, орденом «За заслуги перед Вітчизною» 4-го ступеня (Російська Федерація, 23 лютого 1998; публічно відмовився отримувати орден від Президента Росії Бориса Єльцина на знак протесту проти проведеної ним політики)[2];

премії
- Сталінська премія І ступеня (1946; за відкриття родовищ девонської нафти);
- Сталінська премія І ступеня (1950; за розробку та здійснення законтурного заводнення Туймазинського родовища);
- Премія Академії наук СРСР імені академіка Івана Губкіна (1974);
- Премія Академії наук СРСР імені Олександра Карпинського;
- Державна премія Росії (1994)[2];

почесні звання
- Заслужений діяч науки і техніки РРФСР (1957);
- Почесний нафтовик Міннафтопрому СРСР (1971);
- Почесний працівник газової промисловості СРСР (1981);
- Заслужений діяч науки Якутської АРСР;
- Заслужений діяч науки Башкирської АРСР;
- Заслужений діяч науки Бурятської АРСР (1981);
- Почесний громадянин Новосибірська (1983);
- Почесний розвідник надр;
- Почесний академік Російської академії природничих наук (1997);
- Почесний член Російської екологічної академії;
- Почесний член Академії наук Башкирії (1991)[2].

## Вшанування пам'яті
- У 2000 році Об'єднаному інституту геології, геофізики та мінералогії Сибірського відділення Російської академії наук у Новосибірську присвоєно ім'я академіка Андрія Трофимука, на будівлі інституту встановлена меморіальна дошка;
- Засновано три премії імені Андрія Трофимука: для молодих вчених Сибірського відділення РАН; для студентів Новосибірського державного університету; для студентів Сибірської державної геодезичної академії;
- Ім'я Андрія Трофимука присвоєно вулиці Новосибірському Академмістечку[2].